# Неохори (Камбуница)
Вижте пояснителната страница за други значения на Неохори.
Неохори (на гръцки: Νεοχώρι, Неохори, катаревуса: Νεοχώριον, Неохорион) е историческо село в Република Гърция, на територията на дем Сервия, област Западна Македония.

## География
Селото е било разположено югоизточно от Сервия, над Лабаница (Лава), в прохода между планината Шапка (Титарос) и Довра (Фламбуро) на пътя за Влахоливада.

## История

### В Османската империя
В 1528 година Неохори има 59 домакинства с 266 жители.
Александър Синве ("Les Grecs de l’Empire Ottoman. Etude Statistique et Ethnographique"), който се основава на гръцки данни, в 1878 година пише, че в Неохори (Neo-khori) живеят 238 гърци.

### В Гърция
През октомври 1912 година, по време на Балканската война, в селото влизат гръцки части и след Междусъюзническата война в 1913 година селото остава в Гърция.